# Wahlkreis Chemnitz 2
Der Wahlkreis Chemnitz 2 (Wahlkreis 10) ist ein Landtagswahlkreis in Sachsen. Er ist einer der seit 2014 auf drei reduzierten Chemnitzer Landtagswahlkreise und umfasst die Ortsteile Borna-Heinersdorf, Ebersdorf, Furth, Gablenz, Glösa-Draisdorf, Hilbersdorf, Lutherviertel, Sonnenberg, Wittgensdorf, Yorckgebiet und Zentrum. Bei der letzten Landtagswahl (im Jahr 2024) waren 61.172 Einwohner wahlberechtigt.

## Wahl 2024
Die Landtagswahl 2024 führte zu folgendem Ergebnis:
| Direktkandidat     | Partei              | Erststimmen in % | Zweitstimmen in % |
| ------------------ | ------------------- | ---------------- | ----------------- |
| Alexander Dierks   | CDU                 | 36,7             | 29,7              |
| Volker Dringenberg | AfD                 | 33,8             | 27,2              |
| Susanne Schaper    | Die Linke           | 12,7             | 5,5               |
| Sascha Thümmler    | GRÜNE               | 3,8              | 5,1               |
| Sandra Göbel       | SPD                 | 6,9              | 8,3               |
| Norma Grube        | FDP                 | 2,1              | 1,1               |
| Oliver Wölfert     | Freie Wähler        | 3,0              | 1,0               |
| –                  | Die Partei          | –                | 1,2               |
| –                  | Piraten             | –                | 0,2               |
| –                  | ÖDP                 | –                | 0,1               |
| –                  | BüSo                | –                | 0,1               |
| –                  | Tierschutz hier!    | –                | 1,2               |
| –                  | dieBasis            | –                | 0,2               |
| –                  | Bündnis C           | –                | 0,2               |
| –                  | Bündnis Deutschland | –                | 0,3               |
| –                  | BSW                 | –                | 15,1              |
| Robert Andreas     | Freie Sachsen       | 1,0              | 3,1               |
| –                  | V-Partei3           | –                | 0,2               |
| –                  | WU                  | –                | 0,3               |

## Wahl 2019
Vorläufiges Ergebnis der Landtagswahl am 1. September 2019 im Wahlkreis 11 – Chemnitz 2:
(Ergebnisse in Prozent)
| Direktkandidat     | Partei               | Direktstimmen | Listenstimmen |
| ------------------ | -------------------- | ------------- | ------------- |
| Alexander Dierks   | CDU                  | 29,8          | 30,5          |
| Susanne Schaper    | Die Linke            | 19,0          | 14,0          |
| Jürgen Renz        | SPD                  | 7,2           | 8,4           |
| Volker Dringenberg | AfD                  | 26,5          | 26,2          |
| Kathleen Kuhfuß    | GRÜNE                | 9,0           | 8,4           |
| –                  | NPD                  | –             | 0,4           |
| Daniel Tauscher    | FDP                  | 3,5           | 3,6           |
| Jens Friese        | Freie Wähler         | 3,6           | 2,0           |
| –                  | Tierschutz           | –             | 1,8           |
| –                  | Piraten              | –             | 0,4           |
| –                  | Die PARTEI           | –             | 2,4           |
| –                  | BüSo                 | –             | 0,1           |
| –                  | ADPM                 | –             | 0,2           |
| –                  | Blaue Partei         | –             | 0,3           |
| –                  | KPD                  | –             | 0,1           |
| –                  | ÖDP                  | –             | 0,2           |
| –                  | Die Humanisten       | –             | 0,3           |
| –                  | PDV                  | –             | 0,1           |
| –                  | Gesundheitsforschung | –             | 0,6           |
| Winfried Wenzel    | Pro Chemnitz         | 1,4           | –             |

| Wahlberechtigte | 64.813 |
| Wahlbeteiligung | 64,0 % |

## Wahl 2014
Amtliches Endergebnis der Landtagswahl am 31. August 2014 im Wahlkreis 11 – Chemnitz 2:
(Ergebnisse in Prozent)
| Direktkandidat   | Partei          | Direktstimmen | Listenstimmen |
| ---------------- | --------------- | ------------- | ------------- |
| Alexander Dierks | CDU             | 32,4          | 33,4          |
| Susanne Schaper  | Die Linke       | 30,0          | 25,0          |
| Hanka Kliese     | SPD             | 15,4          | 13,7          |
| Heinz Meyer      | FDP             | 5,5           | 3,5           |
| Petra Zais       | GRÜNE           | 7,1           | 5,9           |
| Dieter Jähnig    | NPD             | 6,3           | 4,3           |
| –                | Tierschutz      | –             | 1,1           |
| Sandra Willer    | Piraten         | 2,6           | 1,4           |
| Angela Hebestadt | BüSo            | 0,9           | 0,2           |
| –                | DSU             | –             | 0,1           |
| –                | AfD             | –             | 9,6           |
| –                | pro Deutschland | –             | 0,3           |
| –                | Freie Wähler    | –             | 0,8           |
| –                | Die PARTEI      | –             | 0,8           |

| Wahlberechtigte | 67.247 |
| Wahlbeteiligung | 44,4 % |

## Wahl 2009
| Amtliches Endergebnis der Landtagswahl am 30. August 2009 in Sachsen im Wahlkreis 013 Chemnitz 2 (Ergebnisse in Prozent) |

| Direktkandidat   | Partei          | Erststimmen in % | Zweitstimmen in % |
| ---------------- | --------------- | ---------------- | ----------------- |
| Andreas Hähnel   | CDU             | 33,8             | 35,0              |
| Hubert Gintschel | Die Linke       | 24,3             | 24,1              |
| Hanka Kliese     | SPD             | 13,6             | 11,7              |
| Karina Schulze   | NPD             | 4,7              | 4,0               |
| Wolfgang Meyer   | FDP             | 14,2             | 10,4              |
| Volkmar Zschocke | GRÜNE           | 9,4              | 7,1               |
| -                | Tierschutz      | -                | 2,3               |
| -                | PBC             | -                | 0,4               |
| -                | BüSo            | -                | 0,2               |
| -                | DSU             | -                | 0,1               |
| -                | REP             | -                | 0,4               |
| -                | Freie Sachsen   | -                | 1,0               |
| -                | FP Deutschlands | -                | 0,0               |
| -                | Humanwirtschaft | -                | 0,1               |
| -                | Piraten         | -                | 2,9               |
| -                | SVP             | -                | 0,2               |

## Wahl 2004
Die Landtagswahl 2004 hatte folgendes Ergebnis:
| Direktkandidat    | Partei     | Erststimmen in % | Zweitstimmen in % |
| ----------------- | ---------- | ---------------- | ----------------- |
| Andreas Hähnel    | CDU        | 34,5             | 36,9              |
| Stefan Heber      | PDS        | 28,5             | 26,6              |
| Reinhold Deuchler | SPD        | 12,6             | 11,2              |
| Jürgen Gerhardt   | GRÜNE      | 6,0              | 5,3               |
| -                 | NPD        | -                | 9,0               |
| Wolfgang Meyer    | FDP        | 9,2              | 5,6               |
| -                 | DSU        | -                | 0,4               |
| -                 | PBC        | -                | 0,7               |
| -                 | GRAUE      | -                | 1,0               |
| Michael Gründler  | BüSo       | 2,1              | 0,7               |
| -                 | AUFBRUCH   | -                | 0,5               |
| -                 | DGG        | -                | 0,3               |
| -                 | Tierschutz | -                | 1,9               |
| Roland Naumann    | REP        | 7,0              | -                 |